# میتسویی سری ۵۶
میتسویی سری ۵۶ (به انگلیسی: Mitsui 56 series) یک کشتی است که طول آن ۱۹۰ متر (۶۲۳ فوت) می‌باشد.